# Montmançon
Montmançon är en kommun i departementet Côte-d'Or i regionen Bourgogne-Franche-Comté i östra Frankrike. Kommunen ligger i kantonen Pontailler-sur-Saône som tillhör arrondissementet Dijon. År 2022 hade Montmançon 242 invånare.

## Befolkningsutveckling
Antalet invånare i kommunen Montmançon
Referens:INSEE